# Achethotep
Achethotep war ein altägyptischer Beamter, der vor allem von seinem Grab in Gizeh bekannt ist, das zum Teil mit Reliefs dekoriert ist. Er lebte in der 4. oder in der 5. Dynastie, etwa 2600 oder um 2500 v. Chr.
Achethoteps gut erhaltene Mastaba ist zum Teil aufgemauert, zum Teil in den Fels gehauen. Bestimmte Teile der Mastaba sind dekoriert, wie z. B. Türstürze und verschiedene Scheintüren. Achethotep trug eine Reihe von Titeln, einerseits Titel, die mit dem Totenkult königlicher Familienmitglieder in Verbindung stehen, andererseits hatte er auch Verwaltungsaufgaben im königlichen Schatzhaus. Achethotep war unter anderem Königsbekannter, Vorsteher der Totenpriester der Königsmutter, Vorsteher der Schreiber in Achet-Chufu (Name der Cheops-Pyramide), Schreiber des Schatzhauses und Inspektor der Schreiber des Schatzhauses.
Im Grab hatte auch seine Gemahlin Nikauhor eine Scheintür. Sie war Königsbekannte und Totenpriesterin der Königsmutter. In der Grabanlage befindet sich auch die Scheintür des Kanefer und der Peseschet. Es mag sich um die Eltern des Achethotep gehandelt haben, obwohl deren Beziehung zu ihm nicht ausdrücklich erwähnt wird.